# Liberty L-6
Il Liberty L-6 era un motore aeronautico a 6 cilindri in linea raffreddato a liquido prodotto negli Stati Uniti d'America durante gli anni dieci del XX secolo.

## Storia

### Sviluppo
Il Liberty L-6, che sviluppava la potenza di 200-215 hp, venne progettato da Jesse Vincent e E. H. Hall per l'azienda statunitense Hall-Scott Motor Company ma venne prodotto dalla Thomas-Morse Aircraft Corporation e dalla Wright Aeronautical Corporation.
Poiché non venne commissionato alcun esemplare dall'United States Army e risultasse troppo ingombrante, rispetto alla concorrenza, per essere proposto al mercato civile ed usato negli aerei postali dell'epoca, la produzione venne interrotta solamente dopo 52 esemplari.

## Velivoli utilizzatori
Stati Uniti
- Christmas Bullet
- Curtiss (mod. ?)

equipaggiò due esemplari.
- Engineering Division TW-1

equipaggiò 6 esemplari.